# Areopagítica

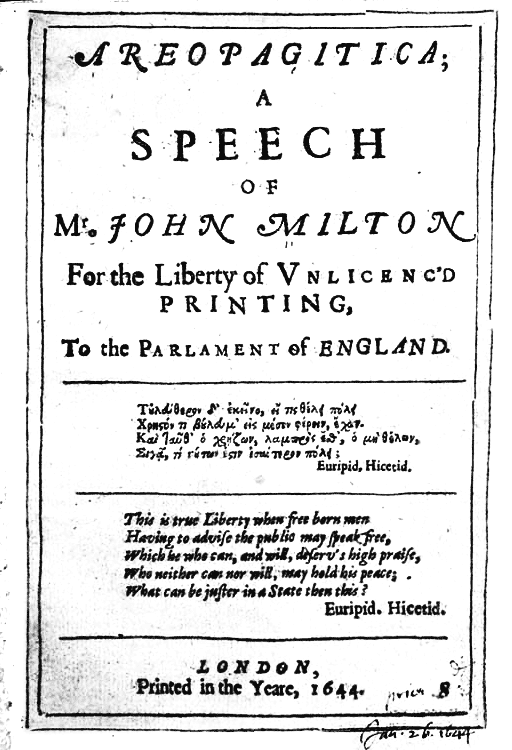
Primera página de la edición de 1644 de Areopagítica.

La Areopagítica o por su título completo Areopagitica: A speech of Mr. John Milton for the liberty of unlicensed printing to the Parliament of England (traducción: Areopagítica: Un discurso del Sr. John Milton al Parlamento de Inglaterra sobre la libertad de impresión sin censura) es un tratado polémico en prosa de 1644 escrito por el autor inglés John Milton contra la censura.
Areopagítica se encuentra entre las defensas filosóficas más influyentes y apasionadas del principio del derecho a la libertad de expresión, el cual fue escrito para oponerse a la censura y a la necesidad de licencia de impresión y está considerado una de las defensas más elocuentes de la libertad de prensa que se hayan escrito jamás.

## Publicación
El texto fue publicado el 23 de noviembre de 1644, en el apogeo de la Guerra civil inglesa. El título Areopagítica hace referencia a un discurso escrito por el orador ateniense Isócrates en el siglo V antes de Cristo. (El Areópago es una colina en Atenas, sitio en el cual se asentaban una serie de tribunales reales y legendarios, y fue el nombre de un consejo cuyo poder Isócrates intentaba restablecer.) Al igual que Isócrates, Milton no tenía ninguna intención de pronunciar su discurso en forma oral. En cambio fue distribuido mediante un panfleto, desafiando la misma censura a la publicación contra la que se argumentaba.
Si bien Milton, apoyaba al Parlamento, argumentaba con énfasis contra la Licensing Order of 1643, haciendo notar que la censura nunca había sido parte de las sociedades griega y romana clásica. El tratado abunda en referencias bíblicas y clásicas a las cuales Milton recurre para reforzar su argumentación. Para Milton este era un tema que lo tocaba en forma personal ya que él había sufrido censura en su esfuerzo para publicar diversos escritos defendiendo el divorcio (un planteamiento radical en esa época y un tema en el cual iba en contra del parecer de los censores).
En forma notable, en Areopagítica Milton no es un libertario total y por el contrario sostiene que el statu quo ante es más conveniente. Según la ley inglesa posterior, todos los libros debían llevar impreso por lo menos el nombre del impresor (y preferentemente el nombre del autor). Mediante este sistema Milton sostiene que si se llegara a publicar algún contenido blasfemo o licencioso, dichos libros pueden ser destruidos si fuera necesario al ser comprobado este hecho.
Hay quienes consideran conveniente leer la Areopagítica junto con el El paraíso perdido; ya que una yuxtaposición de esos textos puede ofrecer una interesante perspectiva para comprender las tendencias teológicas no convencionales de Milton.